# Gastrina
Gastrina là một chi bướm đêm thuộc họ Geometridae.